# Yi (динозавр)
Yi — рід скансоріоптеригових динозаврів з пізньої юри Китаю. Єдиний вид, Yi qi (мандаринська вимова: [î tɕʰǐ], «і чі»; від кит.: 翼; піньїнь: yì; літ.: 'крило' та 奇; qí; 'дивний'), відомий за єдиним викопним екземпляром дорослої особини з середньої або пізньої юри формації Тяоцзішань (Tiaojishan; провінція Хебей, Китай), бл. 159 млн років тому. Це була невелика тварина, яка, імовірно, лазила по деревах. Як і інші скансоріоптеригові, Yi мав видовжений третій палець руки. У нього він підтримував мембрану зі шкіри для ширяння. Крила Yi qi також підтримувалися довгими кістяними виростами на зап'ясті. Така видозмінена кістка зап'ястя і шкірне крило є унікальним серед відомих динозаврів і у житті могло нагадувати як крило кажана.

## Опис

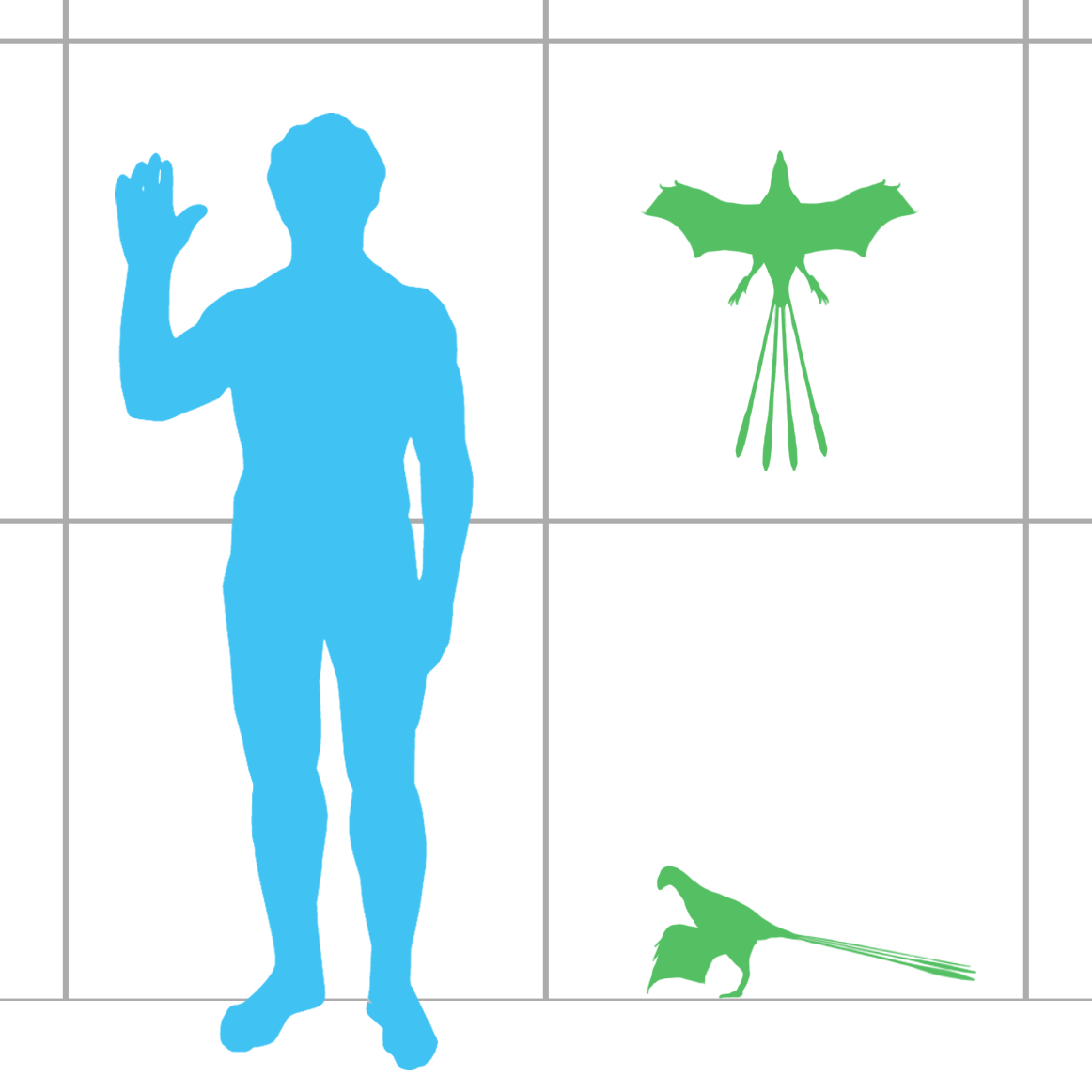
Розміри порівняно з людиною

Yi qi відомий за єдиним неповним скелетом (голотип STM 31-2), що зараз знаходиться в колекції Shandong Tianyu Museum of Nature. Екземпляр затиснутий між двома суміжними плитами. Yi був відносно малою твариною, вагою близько 380 грамів.
Унікальною ознакою є «шипоподібний елемент», кістка зап'ястя, спрямована назад. Вона підтримувала шкірну мембрану.
Майже все тіло Yi qi було вкрите пір'ям. Як для своєї групи, його оперення примітивне.
У скам'янілостях збереглися невеликі перетинки зі зморшкуватої шкіри між пальцями та «шилоподібною» зап'ястною кісткою, що вказує на те, що, на відміну від усіх інших відомих динозаврів, крило Yi qi було утворено шкірною мембраною, а не маховим пір'ям. Мембрана простягалася між коротшими пальцями, подовженим третім пальцем, зап'ястною кісткою і, можливо, з'єднувалася з тулубом, хоча внутрішня частина перетинки крила не збереглася у відомій скам'янілості. Це надавало б тварині схожого вигляду з сучасними кажанами, що є прикладом конвергентної еволюції. Однак у крило кажана не має характерної додаткової «шилоподібної» кістки зап'ястя, як у Yi qi — вона більш притаманна деяким сучасним рукокрилим тваринам, таким як білки-летяги. Велика летяга і доісторичний планерний гризун Eomys quercyi також мають подібний довгий хрящовий шилоподібний елемент крила.

## Філогенія

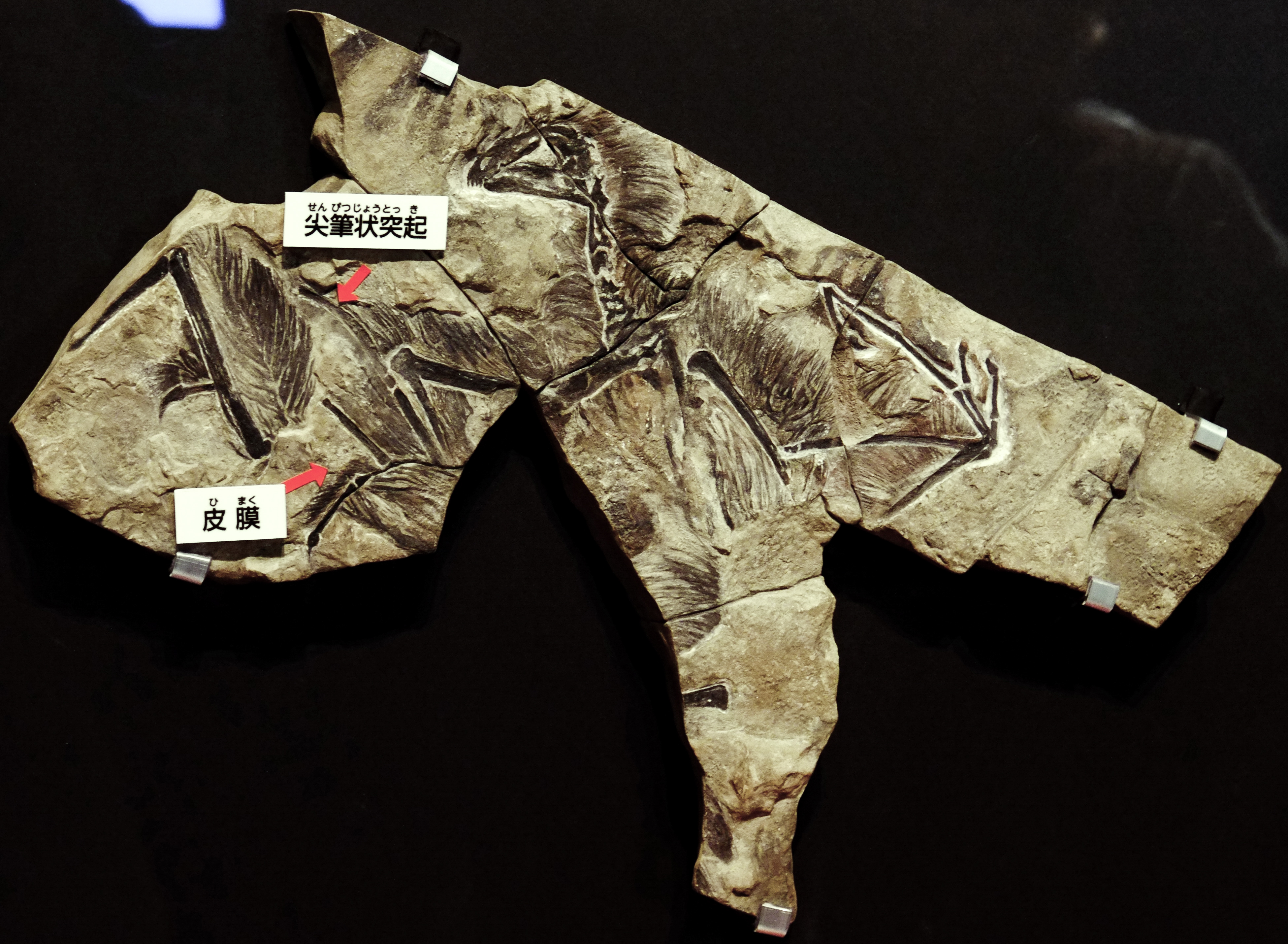
Копія скам'янілості Y. qi

Yi віднесли до скансіоптеригових, групи манірапторій. Кладистичний аналіз не зміг визначити точне положення серед інших скансіоптеригових, як Epidendrosaurus і Epidexipteryx. Аналіз показав що скансіоптеригові є найбазальнішою кладою Paraves.

## Палеоекологія
Єдина відома скам'янілість і-чі була знайдена в породах, віднесених до формації Тяоцзішань, що датується келовейським-оксфордським віком середньої-пізньої юри, приблизно 159 мільйонів років тому. Це та ж формація (і приблизно того ж віку), звідки відомі й інші скансіоптеригові — епідексиптерикс і Scansoriopteryx. Екосистема, що збереглася в формації Тяоцзішань — це ліси, в яких домінують бенетити, ґінкго, хвойні дерева та лептоспорангіатні папороті. Ці ліси оточували великі озера в тіні активних вулканів, попіл від яких був причиною чудового збереження багатьох скам'янілостей. Судячи з рослинного світу Тяоцзішаню, його клімат був від субтропічного до помірного, теплим і вологим.
Інші скам'янілості хребетних, знайдені в тому ж кам'яному кар'єрі, що і Yi qi, які могли бути близькими сучасниками, включали саламандр, таких як Chunerpeton tianyiensis, летючих птерозаврів Changchengopterus pani, Dendrorhynchoides mutoudengensis, і Qinglongopterus guoi, динозаврів, таких як Tianyulong confuciusi, базальних птахів, таких як Anchiornis huxleyi, Caihong juji та Eosinopteryx brevipenna, і, нарешті, ранній вид планерних ссавцеподібних Arboroharamiya jenkinsi.